# クレイ・トンプソン
クレイ・アレクサンダー・トンプソン（Klay Alexander Thompson, 1990年2月8日 - ）は、アメリカ合衆国カリフォルニア州ロサンゼルス出身のプロバスケットボール選手。NBAのダラス・マーベリックスに所属している。ポジションはシューティングガード。NBA史上最高のシューターの1人として名高く、1クォーターにおける最多得点記録と、1試合における最多3ポイント成功記録を保持している。

## 学生時代
高校時代から頭角を現していたトンプソンを巡ってミシガン大学やノートルダム大学、コロラド大学などがリクルート合戦を繰り広げていた。そんな中トンプソンは1年生から試合に出られる可能性が高いワシントン州立大学を選んだ。1年生時には全33試合に先発出場し、PAC-10のオールフレッシュマンチームに選ばれた。
2年生時にチームは、アラスカ州アンカレッジで行われたグレートアラスカシュートアウトで43点を記録して最優秀選手に選ばれた。この年トンプソンはカンファレンス2位の平均19.6得点を記録し、カンファレンスファーストチームに選ばれた。

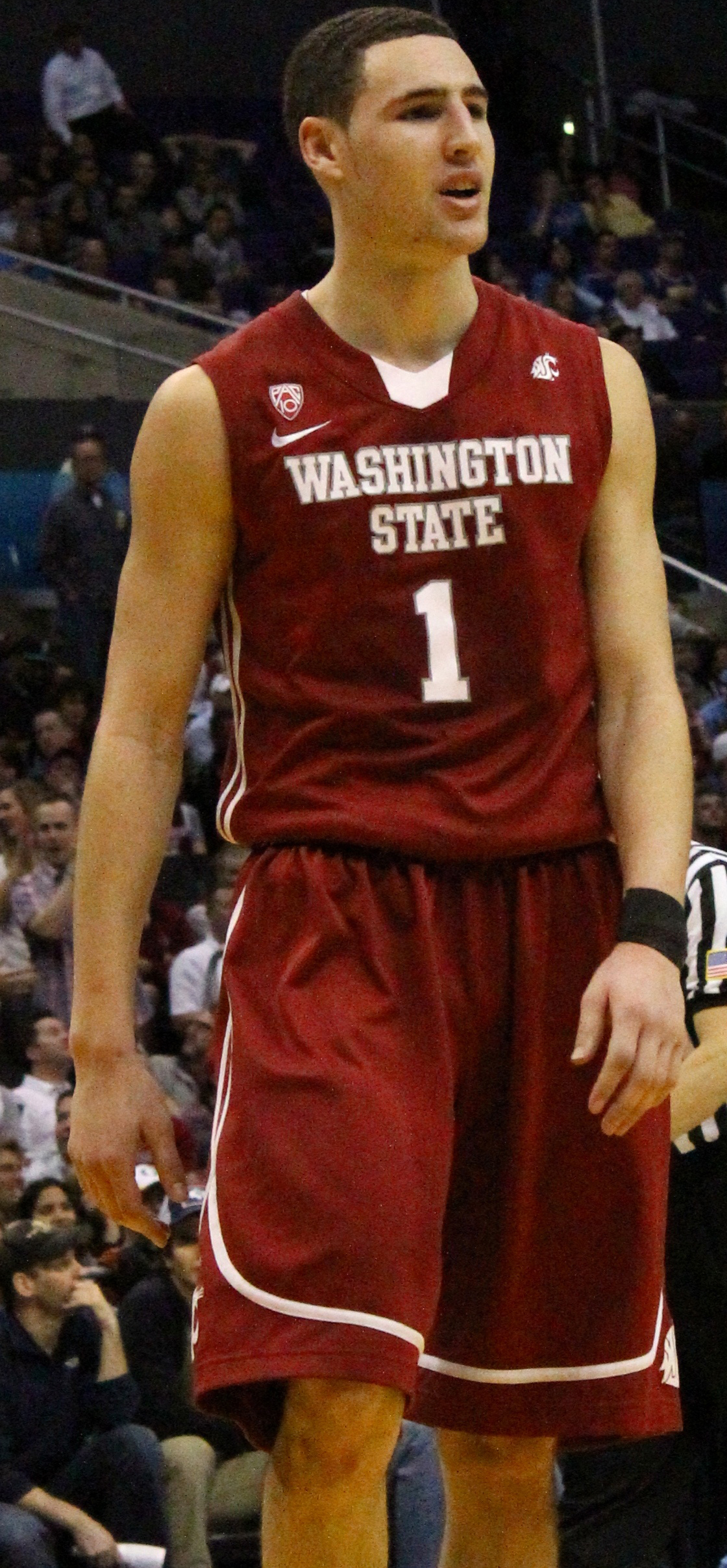
2011年2月のトンプソン

3年生時にも平均21.6得点を記録しカンファレンスファーストチームに選ばれた。また、PAC-10トーナメントでは8本の3ポイントシュートを含む43得点を記録した。この年記録した733得点は大学記録となっている。しかし、レギュラーシーズン終盤に大麻の不法所持で逮捕され、大学側から出場停止処分を下されたため最終戦に出場できなかった。

## NBAキャリア

### ゴールデンステート・ウォリアーズ

#### キャリア初期
2011年にゴールデンステート・ウォリアーズから1巡目11位で指名された。因みに当時10位指名権を持っていたミルウォーキー・バックスや、サンアントニオ・スパーズもトンプソンを狙っていたと言われている。

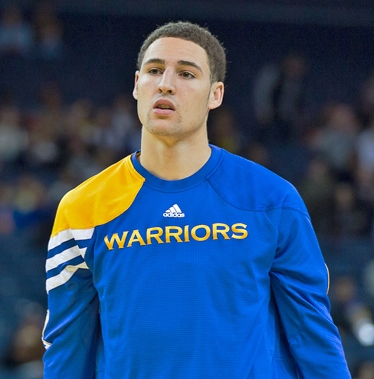
2012年10月のウォリアーズでのトンプソン

2012-13シーズンのライジングスターズ・チャレンジに選出された。

#### 2014-15シーズン

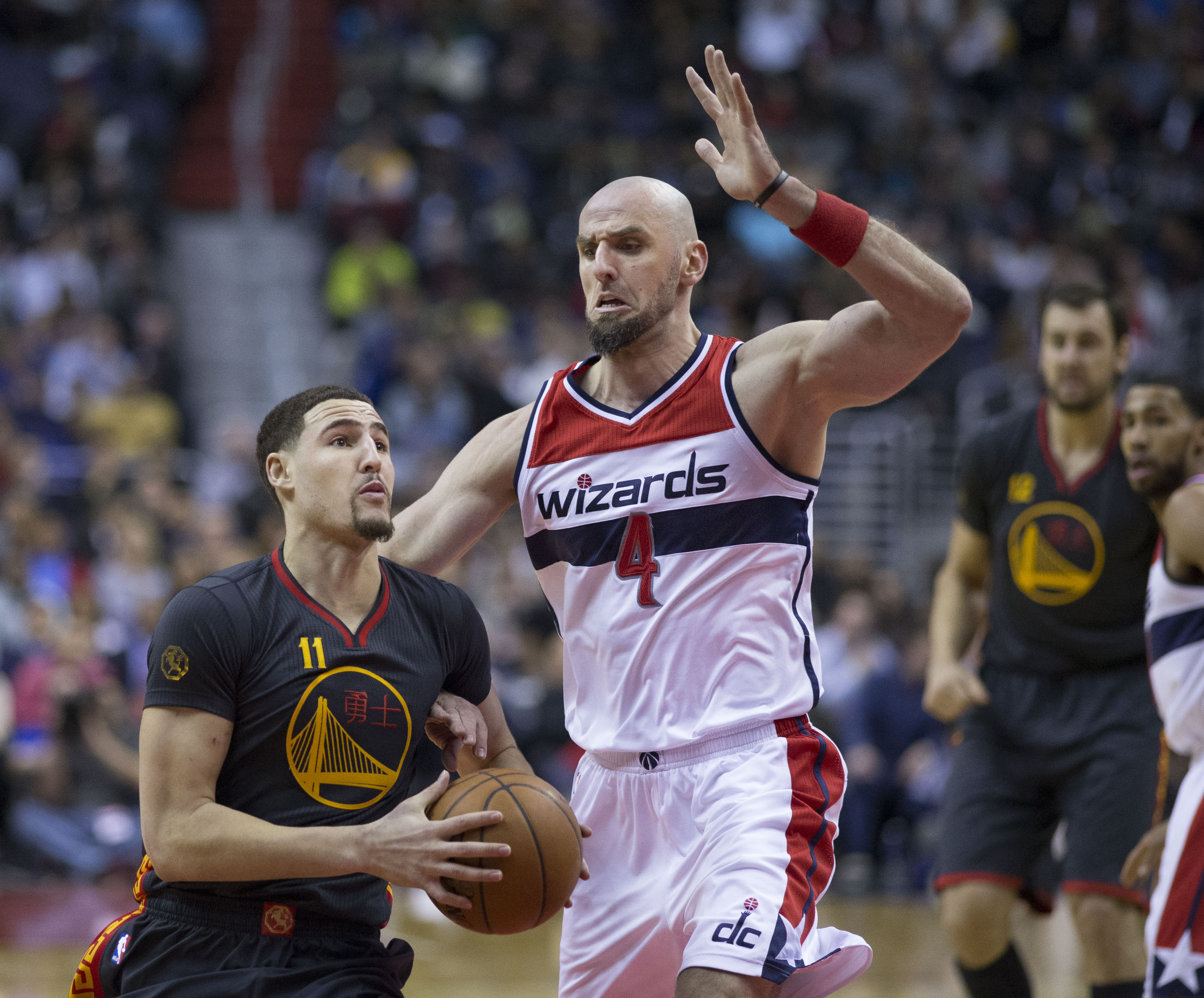
2015年のワシントン・ウィザーズ戦でマルチン・ゴルタットと対戦するトンプソン

2014-15シーズン開幕前にはミネソタ・ティンバーウルブズのケビン・ラブを含んだ複数トレードの交渉がされたが、スティーブ・カーHCとアドバイザーのジェリー・ウェストが猛反対したため交渉は決裂し、開幕後に4年総額7000万ドルの延長契約を結んだ。2015年1月23日のサクラメント・キングス戦では、第3クォーターに37得点を記録し、それまで単一クォーターの内で多く点を取ったカーメロ・アンソニーを4点抜きNBA最多得点を樹立。スコアラーとして大きく成長し、個人成績としては平均21.7得点、2.9アシスト、3.2リバウンド3P成功率43.9%を記録した。このシーズンは、チームメイトのステフィン・カリーと共にチームを牽引し、2014-15シーズンはNBA最高勝率となる67勝15敗へとチームを導くと共に、自身初となるオールNBAチーム3rdチームに選出された。その勢いはプレーオフに入っても止まることを知らず、随所で効果的なビッグショットを沈め、ウォリアーズの1975年以来のNBAチャンピオンに大きく貢献した。また父マイカル・トンプソンもロサンゼルス・レイカーズ時代にNBAチャンピオンになっている。これはNBA史上4組目の親子チャンピオンである。

#### 2015-16シーズン

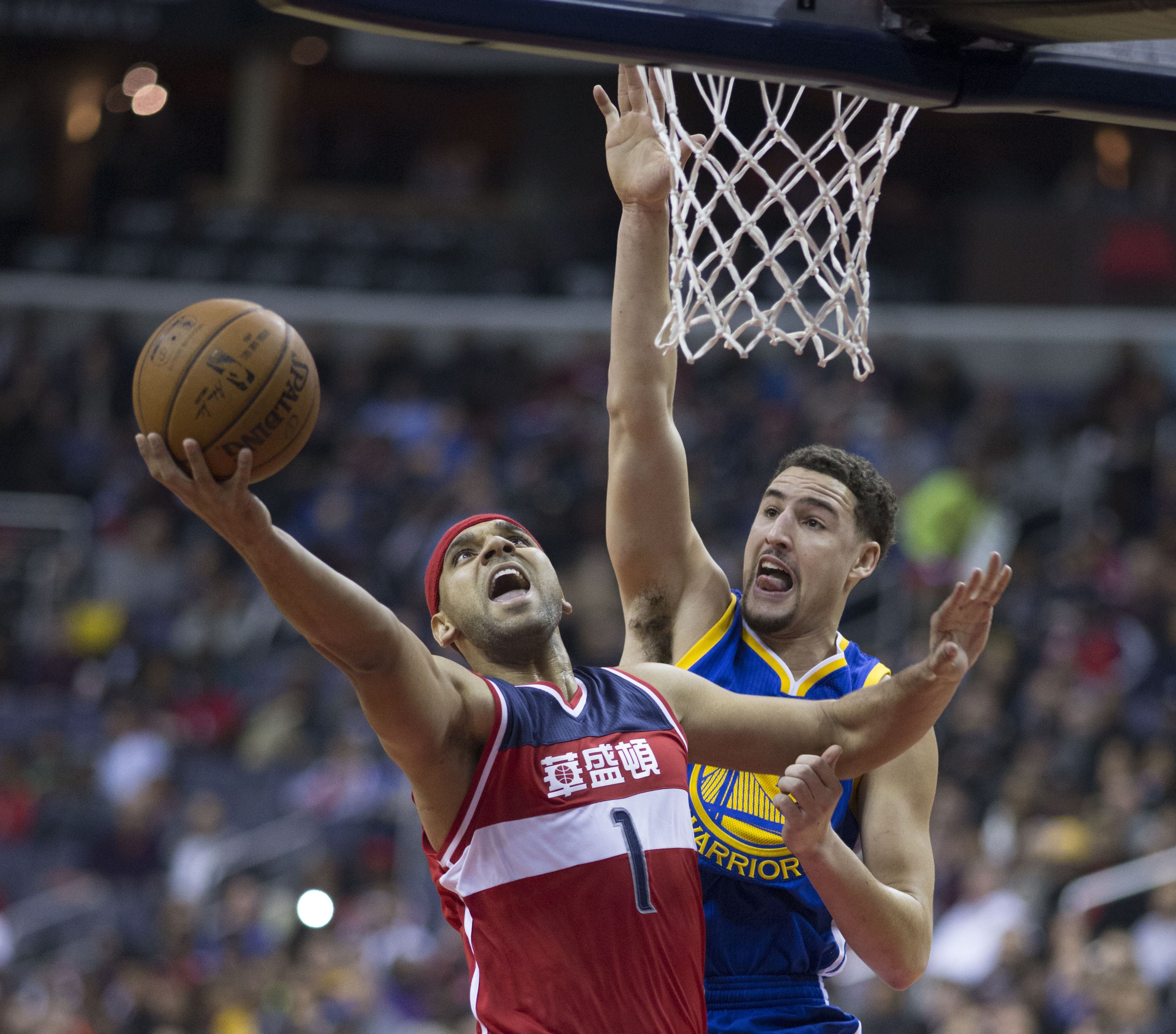
2016年のワシントン・ウィザーズ戦でジャレッド・ダドリーにブロックを試みるトンプソン

2015-16シーズンもチームは前シーズンを超えるスピードで勝利を重ねていく。トンプソン自身も調子が良く、オールスターファン投票ではガード部門4位の55万票を獲得し2年連続のNBAオールスターゲーム出場を果たす。NBAオールスターウィークエンドの3Pコンテストに出場したトンプソンはチームメイトのステフィン・カリーと共に決勝ラウンドに出場。決勝ラウンドでは去年カリーが打ち立てた27点を自らが叩き出し優勝を果たした。翌日のオールスターではリザーブとして出場。21分の出場で3ポイントシュート3/10の9得点というなかなか満足の出来ないスコアで終わった。また彼は最終的に当時キャリアハイとなる276本のスリーをシーズンで沈めた。
この記録はステフィンカリーの402本に次ぎシーズン2位の記録である。
プレーオフでのウェスタンカンファレンスファイナルvsオクラホマシティ・サンダー戦第6試合で、11本の3ポイントシュートを成功させNBAプレーオフ1試合における3ポイントシュート成功数の新記録を樹立。プレーオフキャリアハイの合計41得点を記録しチームを勝利に導いた。NBAファイナルではレギュラーシーズンやプレーオフに比べ精彩を欠き、クリーブランド・キャバリアーズの前に敗れ連覇はならなかった。
2016年夏、リオデジャネイロオリンピックのアメリカ代表に選出され、金メダルを獲得した。

#### 2016-17シーズン
2016-17シーズンのプレシーズンの好調ぶりから一転し開幕数試合では1本も3Pシュートが入らない日が続くなど好不調の波が非常に激しく、前季自己平均を大きく下回る得点とシュート成功率だった。その後徐々に盛り返しつつある中、ボストン・セルティックスへトレードされるのではという噂が流れ出したりもした。12月5日のインディアナ・ペイサーズ戦では自己最多の60得点を記録。ケビン・デュラントの加入で成績が落ちるのではないかと言われていたが、結果的にはキャリアハイの平均22.3得点、3ポイント成功数では4年連続2位を記録しレギュラーシーズンを終えた。
プレーオフに入ってから自身の得点は下がったもののマッチアップの得点を大きく下げ、特にNBAファイナル、対クリーブランド・キャバリアーズ戦での執拗なディフェンスが非常に評価された。シリーズを4勝1敗で制し、2度目のNBAチャンピオンに輝いた。
シーズンオフには以前から契約しているシューズブランドのANTAと10年総額8000万ドルで契約を延長した。また、オフの移籍で騒がれたポール・ジョージ、カイリー・アービングとのトレードをそれぞれインディアナ・ペイサーズとクリーブランド・キャバリアーズから持ちかけられたが、ウォリアーズ側は断固拒否の姿勢をみせ破談となった。

#### 2017-18シーズン
2017-18シーズンの2017年10月29日に行われたデトロイト・ピストンズ戦で29得点を記録した。チームは107-115で敗れたが、トンプソンはこの試合でフランチャイズ史上11人目の通算9000得点を達成した。2018年1月12日に行われたミルウォーキー・バックス戦で昨季2016年12月11日のミネソタ・ティンバーウルブズ戦から続いていたレギュラーシーズンの連続3ポイント成功試合記録が95で途絶えた。この試合でトンプソンは2本の3ポイントシュートを放ったが、1本も決まらなかった。しかし、95試合連続成功という記録はチームメイトであるステフィン・カリーの157試合、カイル・コーバーの127試合に次ぐ歴代3位の記録となった。2018年2月18日に行われるNBAオールスターゲームに出場することが発表された。2月22日に行われたロサンゼルス・クリッパーズ戦で19得点を記録し、チーム史上10人目となる通算10000得点を達成した。試合はウォリアーズが134-127で勝利した。3月9日に行われたポートランド・トレイルブレイザーズ戦で今季の3Pシュート成功数200本に到達した。これによりチームメイトであるステフィン・カリーに次いでNBA史上2人目となる1シーズンの3P成功数200本を異なる6度のシーズンで達成した選手となった。トンプソンはこの試合で25得点を記録したが、125-108でブレイザーズに敗れた。3月31日に行われたサクラメント・キングス戦で右手の故障による離脱から8試合振りに復帰し25得点を記録、試合はウォリアーズが112-96で勝利した。4月8日に行われたフェニックス・サンズ戦で第1クォーターの22得点を含む34得点を記録、試合はウォリアーズが117-100で勝利し対サンズ戦の連勝を15に伸ばした。プレーオフ1回戦、対サンアントニオ・スパーズの第2戦で31得点を記録、初戦のFG11/13に続き12/20と高い確率でシュートを決めた。第5戦で24得点を記録し、リック・バリー（699）、ステフィン・カリー（652）に次ぐチーム歴代3位となるポストシーズン通算600本目のFGを成功させた。試合は99-91で勝利しウォリアーズが4勝1敗で2回戦進出を決めた。

#### 2018-19シーズン
2018-19シーズン最初の7試合は、昨季までのキャリア7シーズンすべてにおいて40%を超えていた3ポイント成功率が急激にダウンし、彼にとって最も苦しめられた期間であった。トンプソンは、最初の7試合で3ポイントシュートを合計36本試投し、わずか5本しか決められず、20得点以上を記録することができなかった。しかし、2018年10月29日のシカゴ・ブルズ戦にて、彼は第1クォーターから3本連続で3Pを成功させ、22得点を記録すると、前半だけで10本の3Pを決めて36得点を記録した。チーム全体でも、ウォリアーズは前半だけで17本の3P成功というNBA新記録を樹立し、ハーフタイムまでに92-50と大量リードを奪う。前半だけで92得点は、1990年にデンバー・ナゲッツを173-143で下したフェニックス・サンズが記録した107得点に続く史上2番目の数字であった。そして第3Q残り5分を切ったところで、ケビン・デュラントからのパスを受けたトンプソンは、2016年11月7日（同8日）のニューオーリンズ・ペリカンズ戦でチームメイトのステフィン・カリーが打ち立てた1試合13本の3P成功記録を塗り替えた。第4Qはベンチで過ごし、出場時間はわずか26分だったトンプソンは、最終的に24本の3Pを試投して14本を成功、最終的に29本中18本のFGを成功させた。11月24日、彼はサクラメント・キングスに117-116で勝利し、5本の3ポイントシュートを決めて31得点を記録した。この試合で彼はジェイソン・リチャードソンが持っていた3ポイント成功数1608本を超え、NBA歴代3ポイント成功数ランキングで21に上がった。12月29日、彼はポートランド・トレイルブレイザーズを115-105で打ち破り、32得点で今シーズン2番目に高い得点を記録した。1月8日、彼はニューヨーク・ニックスに122–95で勝利し、7本の3ポイントシュートを含む43得点を記録した。1月21日、彼は10回の3ポイントシュートを含む44点を記録し、ロサンゼルス・レイカーズに 130-111で勝利した。この試合で彼は3ポイントシュートを11本中10本、FGを20本中17本決めた。3月8日、彼はデンバー・ナゲッツ戦で 9本の3ポイントシュートを含む39得点を記録し、122-105で勝利した。3月13日、彼はヒューストン・ロケッツ戦に106-104で勝利し、30得点を記録した。これにより、彼はNBAの歴史の中でカリーと並び、7シーズン続いて200本の3ポイントシュートを各シーズンに成功させた選手となった。また、彼は今シーズン初めてNBA All-Defensive Teamの2nd teamに選ばれた。プレイオフ、NBAファイナルのトロント・ラプターズとの第3戦で、トンプソンは第2戦の後半で左ハムストリングを故障したため、彼のキャリアで初めてプレーオフゲームを欠場した。彼は第4戦に戻り、6本の3ポイントシュートを含む28得点を記録した。第5戦で、ウォーリアーズは106-105で勝利し、彼は26得点を記録し、ラプターズとのシリーズリードを3-2に持ち直した。しかし、第6戦の最中にダニー・グリーンと接触した際に、左膝の前十字靭帯を断裂する大怪我を負ってしまう。チームはそのままラプターズに敗れてチーム初のスリーピートはならなかった。

#### 2019-2021：故障で2シーズン連続欠場
2019年6月30日に5年総額1億9000万ドルでウォリアーズと再契約した。2019年7月2日に左膝の前十字靭帯の修復手術を受けたことを発表。ヘッドコーチのスティーブ・カーは「2019-20シーズン中の復帰はない」と断言した。2019-20シーズンは前述の膝の手術のため、同シーズンの全休が決定した。そして2020-21シーズン前のトレーニング中に逆の右足のアキレス腱断裂の大怪我を負ってしまい、この故障により同シーズンの全休が決定。昨シーズンに続き、2シーズン連続での全休となった。

#### 2021-22シーズン：復活
開幕からリハビリを続け、2022年1月9日のキャバリアーズ戦にて941日ぶりにNBAの公式戦に復帰した。復帰戦では20分という限られた時間の中で17得点を記録し、96-82で勝利を飾った。1月18日、彼はデトロイト・ピストンズ戦で今シーズン初の20得点オーバーである21得点を記録し、102-86で勝利した。2月3日、彼は3ポイントシュート9本中7本成功を含む23得点を記録し、126-114で勝利した。2月12日のロサンゼルス・レイカーズ戦では33得点を記録し、117-115で接戦を制した。3月12日、彼はミルウォーキー・バックス戦で3ポイントシュート8本成功を含む38得点を記録し、122-109で勝利した。4月10日、彼はレギュラーシーズン最終戦であったニューオリンズ・ペリカンズとの試合で、シーズンハイの41得点を記録し、128-107でチームを勝利に導いた。2シーズンぶりに復帰を果たした今シーズン、シュートセレクションの悪さが目立ち、3ポイントシュート成功率はキャリアワーストの38.5%と40%台を割ってしまったが、シーズン終盤には調子を戻し、怪我の影響で欠場していたカリーに代わってチームを牽引した。

#### 2022-23シーズン：キャリア最高のスリーポイントシーズン
このシーズン開幕から調子を上げていき、カリーが故障で長期の離脱をしている中、1月2日には54得点（内スリー10本）、2月6日には42得点（内スリー12本）カリーの復帰後も2月24日には42得点（FGはスリーのみで12本）を記録した。他にも開始8分で18得点、後半だけで20得点などオフェンス面では完全復活したといっていいだろう。
しかしディフェンス面では大怪我の影響か全盛期から大きく能力が落ちている。それでもスリーポイント本数はキャリア最高、リーグ最多の301本とキャリア最高のスリーポイントシーズンを残した。

#### 2023-24シーズン
このシーズン、クレイは大きな契約延長をもらうべく自身に賭けようというシーズンだった。しかし開幕から大きな不調が続きチームも不調が続いていた。多少持ち直した試合もあったが2月のジャズとの試合ではルーキーのブランディン・ポジェムスキーに先発の座を奪われてしまう。4月のプレイインではなんと無得点に終わり、彼の基準で言えば最低のシーズンになってしまった。

### ダラス・マーベリックス
2024年7月6日にNBA史上最大となる6チームが絡む大型トレードでダラス・マーベリックスへ移籍した。
10月24日のサンアントニオ・スパーズ戦でマーベリックスデビューを果たして22得点（内3ポイントシュート6本）、7リバウンドを記録し、チームのデビュー戦における最多3ポイントシュート成功数を更新し、チームは120-109で勝利した。11月12日にチェイス・センターで行われたウォリアーズ戦で、6本の3ポイントシュートを含む22得点を記録したが、チームは117-120で惜敗した。なお、この試合の開始前にトンプソンのトリビュートビデオが会場で流された。12月25日のミネソタ・ティンバーウルブズ戦にて通算3ポイント成功数においてレジー・ミラー（2560本）を抜き、歴代5位となった。

## プレースタイル
チームメイトのステフィン・カリーと共に「スプラッシュ・ブラザーズ」として名を馳せる、NBAの歴史上においても屈指のシューターである。無駄の少ない素早いシュートモーションから放たれる正確な3ポイントシュートが武器。ピュアシューターといわれることがあるが、そのシュート能力を警戒して距離を詰めてきた相手ディフェンダーをドライブやカットインで抜くプレーも多く見られる。キャッチ・アンド・シュートの数でリーグトップの数字を残しており、またガードのポジションでありながらアシストの数が非常に少ないことから、周りを生かすというよりも生かされる側、正に点を取るためのオフェンスをしていることが分かる。試合ごとに得点のばらつきはあるものの安定して20点前後を稼ぐうえ、1試合40得点以上をも積み上げることがあるなど爆発力もある。近年ではオフェンスにバリエーションを見せ、エースのカリーを抑えてチームのスコアリーダーとなることも多く、スコアラーとしての才能が開花している。またオフェンス面だけでなくディフェンス面でも評価が高く、相手チームのエースにマークすることが多い。
2015年1月23日のサクラメント・キングス戦、第3クォーターに37得点を記録し単一クォーターにおけるNBA記録を樹立した。このクォーターでは4本のツーポイントシュート、9本のスリーポイントシュートを決めて、2本のフリースローといった全てのシュートを1本もミスすることなく全て決めた。単一クォーターにおけるスリーポイントシュートの成功数もNBA記録である。
2016年12月5日のインディアナ・ペイサーズ戦で29分間の出場で自己最多となる60得点を記録した。この記録はショットクロックが設定されてから30分以内の出場で決めた最多得点であり（また、60点を決めた最短出場時間）、ウォリアーズでレギュラーシーズン1試合で60点以上を記録したのはジョー・ファルクス、ウィルト・チェンバレン、リック・バリーに次いで4人目である。

## 個人成績

### NBA

#### レギュラーシーズン
| シーズン     | チーム       | GP  | GS  | MPG  | FG%  | 3P%  | FT%   | RPG | APG | SPG | BPG | PPG  |
| ------------ | ------------ | --- | --- | ---- | ---- | ---- | ----- | --- | --- | --- | --- | ---- |
| 2011–12      | GSW          | 66  | 29  | 24.4 | .443 | .414 | .868  | 2.4 | 2.0 | .7  | .3  | 12.5 |
| 2012–13      | GSW          | 82  | 82  | 35.8 | .422 | .401 | .841  | 3.8 | 2.2 | 1.0 | .5  | 16.6 |
| 2013–14      | GSW          | 81  | 81  | 35.4 | .444 | .417 | .795  | 3.1 | 2.2 | .9  | .5  | 18.4 |
| 2014–15      | GSW          | 77  | 77  | 31.9 | .463 | .439 | .879  | 3.2 | 2.9 | 1.1 | .8  | 21.7 |
| 2015–16      | GSW          | 80  | 80  | 33.3 | .470 | .425 | .873  | 3.8 | 2.1 | .8  | .6  | 22.1 |
| 2016–17      | GSW          | 78  | 78  | 34.0 | .468 | .414 | .853  | 3.7 | 2.1 | .8  | .5  | 22.3 |
| 2017–18      | GSW          | 73  | 73  | 34.3 | .488 | .440 | .837  | 3.8 | 2.5 | .8  | .5  | 20.0 |
| 2018–19      | GSW          | 78  | 78  | 34.0 | .467 | .402 | .816  | 3.8 | 2.4 | 1.1 | .6  | 21.5 |
| 2021–22      | GSW          | 32  | 32  | 29.4 | .429 | .385 | .902  | 3.9 | 2.8 | .5  | .5  | 20.4 |
| 2022–23      | GSW          | 69  | 69  | 33.0 | .436 | .412 | .879  | 4.1 | 2.4 | .7  | .4  | 21.9 |
| 2023–24      | GSW          | 77  | 63  | 29.7 | .432 | .387 | .927  | 3.3 | 2.3 | .6  | .5  | 17.9 |
| 2024–25      | DAL          | 72  | 72  | 27.3 | .412 | .391 | .905  | 3.4 | 2.0 | .7  | .4  | 14.0 |
| 通算         | 通算         | 865 | 814 | 32.1 | .451 | .411 | .860  | 3.5 | 2.3 | .8  | .5  | 19.1 |
| オールスター | オールスター | 5   | 1   | 20.4 | .379 | .379 | 1.000 | 5.0 | 3.4 | .4  | .0  | 12.6 |

#### プレーオフ
| シーズン | チーム | GP  | GS  | MPG  | FG%  | 3P%  | FT%  | RPG | APG | SPG | BPG | PPG  |
| -------- | ------ | --- | --- | ---- | ---- | ---- | ---- | --- | --- | --- | --- | ---- |
| 2013     | GSW    | 12  | 12  | 41.3 | .437 | .424 | .833 | 4.6 | 1.8 | 1.0 | .6  | 15.2 |
| 2014     | GSW    | 7   | 7   | 36.7 | .408 | .364 | .792 | 3.4 | 3.6 | 1.0 | .7  | 16.4 |
| 2015     | GSW    | 21  | 21  | 36.2 | .446 | .390 | .800 | 3.9 | 2.6 | .8  | .9  | 18.6 |
| 2016     | GSW    | 24  | 24  | 35.4 | .444 | .422 | .854 | 3.7 | 2.3 | 1.1 | .4  | 24.3 |
| 2017     | GSW    | 17  | 17  | 35.0 | .397 | .387 | .788 | 3.9 | 2.1 | .8  | .3  | 15.0 |
| 2018     | GSW    | 21  | 21  | 37.8 | .465 | .427 | .871 | 4.1 | 1.8 | .8  | .3  | 19.6 |
| 2019     | GSW    | 21  | 21  | 39.0 | .456 | .443 | .902 | 4.1 | 2.1 | 1.3 | .7  | 20.7 |
| 2022     | GSW    | 22  | 22  | 36.0 | .429 | .385 | .864 | 3.9 | 2.3 | 1.1 | .7  | 19.0 |
| 通算     | 通算   | 145 | 145 | 37.0 | .440 | .410 | .843 | 4.0 | 2.2 | 1.0 | .6  | 19.2 |

## 家族
父親は、1978年のNBAドラフト全体1位指名を受けたマイカル・トンプソンで、1987~88年にロサンゼルス・レイカーズでNBAチャンピオン2連覇を経験した。兄のマイケル・トンプソンもクリーブランド・キャバリアーズやイタリアのプロチームでプレー経験がある。弟のトレイス・トンプソンは、2009年のMLBドラフトでシカゴ・ホワイトソックスに指名され、2015年シーズンにメジャーデビュー。

## その他
- クリーブランド・キャバリアーズのケビン・ラブとは少年時代に同じ野球チームに所属していた。
- クレイがロサンゼルス出身であり弟のトレイスが所属しているため、ロサンゼルス・ドジャースを応援している（トレイスがホワイトソックスに所属していた時はホワイトソックス側のインタビューを受けたこともある）。トレイスのドジャース移籍後は度々ドジャースファンとしてインタビューを受けたり、兄のマイケルと共にドジャー・スタジアムに足を運んでいる。
- 愛犬家としても知られ、ルーキー時代から「ロッコ（Rocco）」という名前のブルドッグを飼っていて、オラクル・アリーナやドジャー・スタジアムにも連れて行くなどしている。トンプソンとロッコが一緒に並んだバブルヘッド人形が発売されたこともある。2016年のオリンピック期間中は弟トレイスと、ドジャースの彼のルームメイトであるジョク・ピーダーソンとコーリー・シーガーの3人で世話をしていた。
- 母校サンタ・マルガリータ・カトリック高校で着用していた背番号1が永久欠番に指定されている。
- NBA選手では数少ない中国のシューズブランドであるANTAと2016年に10年間の契約を交わした[37][38]。

## タイトル・受賞
- 4× NBAチャンピオン：2015、2017、2018、2022
- 5× NBAオールスターゲーム出場：2015 - 2019
- 2×オールNBAチームサードチーム：2015、2016
- NBAオールディフェンシブチーセカンドチーム：2019
- NBAオールルーキーチーム1stチーム：2012
- オールNBAチーム3rdチーム：2015、2016
- NBAスリーポイント・シュートアウト優勝：2016

## 個人記録
- 1クォーター最多得点：37点（NBA記録）[39]
- 1クォーター3ポイントシュート成功数：12本（NBA記録）
- 1シーズン3ポイントシュート成功数：301本（NBA記録6位。1位、3～5位はステフィン・カリー、2位は378本のジェームズ・ハーデン）
- 1プレーオフ3ポイントシュート成功数：98本（NBA記録タイ　同数でステフィン・カリー）[40]
- レギュラーシーズンにおける1試合3ポイントシュート成功数：14本（NBA記録）[41]